# Boettgerilla compressa
Boettgerilla compressa is een slakkensoort uit de familie van de Boettgerillidae. De wetenschappelijke naam van de soort is voor het eerst geldig gepubliceerd in 1910 door Simroth.